# Royale Charleroi Sporting Club 2016-2017
Questa voce raccoglie le informazioni riguardanti il Royale Charleroi Sporting Club nelle competizioni ufficiali della stagione 2016-2017.

## Stagione
Nella stagione 2016-2017 lo Charleroi ha disputato la Pro League, massima serie del campionato belga di calcio, terminando la stagione regolare al sesto posto con 49 punti conquistati in 30 giornate, frutto di 13 vittorie, 10 pareggi e 7 sconfitte. Grazie a questo piazzamento è stato ammesso ai play-off per la vittoria del campionato, terminando al quinto posto con 35 punti conquistati in 10 giornate, frutto di 2 vittorie, 4 pareggi e 4 sconfitte, inclusi i 25 punti che si portava dalla stagione regolare. Nella Coppa del Belgio lo Charleroi è sceso in campo dai sedicesimi di finale, raggiungendo i quarti di finale dove è stato eliminato dal Genk dopo i tempi supplementari.

## Rosa
| N. |                               | Ruolo | Calciatore         |
| -- | ----------------------------- | ----- | ------------------ |
| 1  | Francia (bandiera)            | P     | Nicolas Penneteau  |
| 5  | Francia (bandiera)            | D     | Benjamin Boulenger |
| 6  | Macedonia del Nord (bandiera) | D     | Gjoko Zajkov       |
| 7  | Francia (bandiera)            | C     | Clément Tainmont   |
| 8  | Spagna (bandiera)             | D     | Javi Martos        |
| 9  | Tunisia (bandiera)            | A     | Hamdi Harbaoui     |
| 10 | Belgio (bandiera)             | A     | David Pollet       |
| 13 | Senegal (bandiera)            | C     | Christophe Diandy  |
| 14 | Perù (bandiera)               | C     | Cristian Benavente |
| 15 | Belgio (bandiera)             | P     | Valentin Baume     |
| 17 | Grecia (bandiera)             | D     | Stergos Marinos    |
| 18 | Senegal (bandiera)            | C     | Amara Baby         |
| 19 | Angola (bandiera)             | D     | Clinton Mata       |

| N. |                           | Ruolo | Calciatore       |
| -- | ------------------------- | ----- | ---------------- |
| 21 | Comore (bandiera)         | A     | Djamel Bakar     |
| 22 | Belgio (bandiera)         | C     | Gaëtan Hendrickx |
| 23 | Francia (bandiera)        | D     | Steeven Willems  |
| 24 | Belgio (bandiera)         | D     | Dorian Dessoleil |
| 25 | Francia (bandiera)        | C     | Damien Marcq     |
| 28 | Belgio (bandiera)         | C     | Enes Sağlık      |
| 29 | Belgio (bandiera)         | C     | Jordan Remacle   |
| 35 | RD del Congo (bandiera)   | P     | Parfait Mandanda |
| 41 | Rep. del Congo (bandiera) | D     | Francis N'Ganga  |
| 77 | Senegal (bandiera)        | C     | Mamadou Fall     |
| 99 | Costa d'Avorio (bandiera) | A     | Chris Bedia      |
|    | Grecia (bandiera)         | C     | Sōtīrīs Ninīs    |

## Statistiche

### Statistiche di squadra
| Competizione      | Punti | In casa | In casa | In casa | In casa | In casa | In casa | In trasferta | In trasferta | In trasferta | In trasferta | In trasferta | In trasferta | Totale | Totale | Totale | Totale | Totale | Totale | DR |
| Competizione      | Punti | G       | V       | N       | P       | Gf      | Gs      | G            | V            | N            | P            | Gf           | Gs           | G      | V      | N      | P      | Gf     | Gs     | DR |
| ----------------- | ----- | ------- | ------- | ------- | ------- | ------- | ------- | ------------ | ------------ | ------------ | ------------ | ------------ | ------------ | ------ | ------ | ------ | ------ | ------ | ------ | -- |
| Pro League        | 49    | 15      | 10      | 3       | 2       | 21      | 14      | 15           | 3            | 7            | 5            | 13           | 15           | 30     | 13     | 10     | 7      | 34     | 29     | +5 |
| Play-off scudetto | 35    | 5       | 1       | 1       | 3       | 5       | 8       | 5            | 1            | 3            | 1            | 5            | 5            | 10     | 2      | 4      | 4      | 10     | 13     | -3 |
| Coppa del Belgio  | -     | 3       | 2       | 0       | 1       | 8       | 5       | -            | -            | -            | -            | -            | -            | 3      | 2      | 0      | 1      | 8      | 5      | +3 |
| Totale            | -     | 23      | 13      | 4       | 6       | 34      | 27      | 20           | 4            | 10           | 6            | 18           | 20           | 43     | 17     | 14     | 12     | 52     | 47     | +5 |